# Antoni Śliwa
Antoni  Śliwa (ur. 1954 w Słupsku) – polski flecista i saksofonista jazzowy.

## Życiorys
Brat gdańskich muzyków: perkusisty Andrzeja Śliwy i basisty Aleksandra Śliwy. Studiował w Państwowej Wyższej Szkole Muzycznej w Gdańsku. Uczestniczył w Warsztatach Muzycznych w Chodzieży i w Warsztatach Jazzowych w Ameliówce. We wczesnej fazie swojej kariery był członkiem grupy rockowej 74 Grupa Biednych i Ad Libitum. Wieloletni członek jazzowej formacji Antiquintet oraz Teatru Instrumentalnego Ryszarda „Gwalberta” Miśka, ZuZu, Ramy 111, Big Bandu Wszystkich Mórz, Radunia River Jazz Bandu i Trójmiejskiej Kapeli Swingowej.